# Renat Janbajev
Renat Rudolfovitsj Janbajev (Russisch: Ренат Рудольфович Янбаев; Tataars: Ренат Рудольф улы Янбаев) (Krasnodar, 7 april 1984) is een Russisch voetballer.

## Loopbaan
Janbajev begon zijn loopbaan als verdediger in 2003 bij Anzji Machatsjkala. Hierna speelde hij voor CSKA Moskou, FC Khimki en Kuban Krasnodar. Sinds 2007 komt hij uit voor Lokomotiv Moskou.

## Interlandcarrière
Sinds 2008 speelt hij voor het Russische team waarmee hij derde werd op Euro 2008.
1 Akinfejev ·
2 Vasili Berezoetski ·
3 Janbajev ·
4 Ignasjevitsj ·
5 Aleksej Berezoetski ·
6 Adamov ·
7 Torbinski ·
8 Kolodin ·
9 Sajenko ·
10 Arsjavin ·
11 Semak  ·
12 Gaboelov ·
13 Ivanov ·
14 Sjirokov ·
15 Biljaletdinov ·
16 Malafejev ·
17 Zyrjanov ·
18 Zjirkov ·
19 Pavljoetsjenko ·
20 Semsjov ·
21 Sytsjov ·
22 Anjoekov ·
23 Bystrov ·
Coach: Hiddink